# Mogens Berg
Mogens Berg (* 8. Juni 1944 in Odense) ist ein ehemaliger dänischer Fußballspieler. Der Stürmer spielte professionell für den schottischen Club Dundee United und kam zu acht Einsätzen für die Nationalmannschaft seiner Heimat.
Nachdem er bereits 1961 zu drei Einsätzen für die dänische U-19-Auswahl gekommen war, begann er 1962 für die erste Mannschaft vom Odenser Erstligisten Boldklubben 1909 zu spielen. Mit dem Klub wurde er im selben Jahr dänischer Pokalsieger und 1964 dänischer Meister. 
1962/64 wurde er daneben bei fünf Spielen der dänischen U-21 eingesetzt. Ende 1964 kam er zudem zu seinen ersten drei A-Länderspieleinsätzen, nach seinem Debüt am 29. November in der WM-Qualifikation gegen Griechenland in der ersten Dezemberwoche gegen Italien und Israel, die aber wegen seines Wechsels in die schottische Profiliga die einzigen für sieben Jahre bleiben sollten.
Bei Dundee United kam er zwischen 1964 und 1967 mehr als 80 mal in Pflichtspielen zum Einsatz. Als Dundee 1967 als Dallas Tornado am Spielbetrieb der North American Soccer League teilnahm, kam Berg in zehn Spielen zum Einsatz; er erzielte dabei zwei Tore und bereitete zwei weitere vor.  Ende 1967 kehrte er in die erste Mannschaft des Boldklubben 1909 zurück und spielte dort bis 1976, insgesamt kam er zu 246 Ligaeinsätzen für den BK 1909 und erzielte dabei 39 Tore. Als 1971 aktive und ehemalige Berufsfußballer erstmals vom dänischen Verband für die Nationalmannschaft zugelassen wurden, kam Berg bereits im ersten Spiel am 12. Mai im Spiel gegen Portugal zu einem erneuten Länderspieleinsatz; nach weiteren fünf Spielen im Mai bzw. Juni 1971 endete seine internationale Karriere jedoch endgültig.
Nach seiner Profizeit wurde er 1969 Drucker bei der Tageszeitung Fyens Stiftstidende aus seiner Heimatstadt.